# カール・T・フィッシャー
カール・T・フィッシャー（Carl T. Fischer、1912年4月9日 – 1954年3月27日）は、ネイティブ・アメリカンの血統を引くアメリカ合衆国のジャズ・ピアニスト、作曲家。
フランキー・レインとの共作による、レインの1945年のヒット曲「ウィール・ビー・トゥゲザー・アゲイン (We'll Be Together Again)」やビル・ケアリーが作詞した「心変わりしたあなた (You've Changed)」を作曲した。

## 背景
カール・シオドア・フィッシャー (Carl Theodore Fischer) は、1912年4月9日にカリフォルニア州ロサンゼルスに生まれた。フィッシャーの両親は、チェロキー族の血統を引いており、多くの詩を彼に教え、音楽を学ぶ機会も与えた。

## 音楽家としての経歴
32歳のとき、フィッシャーは各地を巡業する楽団の一員に加わり、数曲のマイナー・ヒット曲を書いたが、それがきっかけとなってフランキー・レインの伴奏ピアニストとして働くようになった。レインとの仕事の中で、フィッシャーは、白人の侵略行為に抵抗するインディアンの指導者だったテカムセに取材したミュージカル『テカムセ (Tecumseh!)』を書いたが、この作品はフィッシャーの存命中には実際に上演されることはなかった。

## 家族
フィッシャーの娘たち、キャロル (Carol)とテリー (Terry) は、1964年に「Popsicles and Icicles」をヒットさせたガール・グループ、マーメイズ (The Murmaids) のメンバーとなった。

## 死去
フィッシャーは、1954年3月27日に、カリフォルニア州シャーマン・オークスで死去した。